# FA Community Shield 2007
Lo FA Community Shield 2007 si è disputato domenica 5 agosto 2007 al Wembley Stadium di Londra.
La sfida ha visto contrapporsi il Manchester United, campione d'Inghilterra in carica, ed il Chelsea, detentore dell'ultima FA Cup.
A conquistare il trofeo è stato il Manchester United, che si è imposto ai calci di rigore dopo l'1-1 dei tempi regolamentari.

## Partecipanti
| Squadre        | Qualificazione                              | Partecipazioni precedenti (il grassetto indica la vittoria)                                                                                   |
| -------------- | ------------------------------------------- | --- |
| Manchester Utd | Vincitore della FA Premier League 2006-2007 | 23 (1908, 1911, 1948, 1952, 1956, 1957, 1963, 1965, 1967, 1977, 1983, 1985, 1990, 1993, 1994, 1996, 1997, 1998, 1999, 2000, 2001, 2003, 2004) |
| Chelsea        | Vincitore della FA Cup 2006-2007            | 6 (1955, 1970, 1997, 2000, 2005, 2006) |

## Tabellino
| Arbitro: | Mark Halsey |

|                                 |                      |                          |
| Malouda 45’                     | Marcatori            | 35’ Giggs                |
| Pizarro Lampard Wright-Phillips | Tiri di rigore 0 – 3 | Ferdinand Carrick Rooney |

| Chelsea | Manchester United |

### Formazioni
| Chelsea:        |    |                       |       |     |
|                 |    |                       |       |     |
| P               | 1  | Petr Čech             |       |     |
| D               | 2  | Glen Johnson          |       | 78’ |
| D               | 6  | Ricardo Carvalho      | 63’   |     |
| D               | 22 | Tal Ben Haim          | 34’   |     |
| D               | 3  | Ashley Cole           |       | 67’ |
| C               | 5  | Michael Essien        |       |     |
| C               | 12 | Mikel John Obi        | 90+1’ |     |
| C               | 8  | Frank Lampard (c)     |       |     |
| C               | 24 | Shaun Wright-Phillips |       |     |
| C               | 15 | Florent Malouda       |       | 51’ |
| A               | 10 | Joe Cole              |       | 82’ |
| A disposizione: |    |                       |       |     |
| P               | 23 | Carlo Cudicini        |       |     |
| P               | 40 | Henrique Hilário      |       |     |
| D               | 39 | Harry Worley          |       |     |
| C               | 9  | Steve Sidwell         |       | 78’ |
| C               | 19 | Lassana Diarra        |       | 67’ |
| A               | 14 | Claudio Pizarro       |       | 51’ |
| A               | 17 | Scott Sinclair        |       | 82’ |
| Allenatore:     |    |                       |       |     |
| José Mourinho   |    |                       |       |     |

| Manchester Utd: |    |                   |       |     |
|                 |    |                   |       |     |
| P               | 1  | Edwin van der Sar |       |     |
| D               | 6  | Wes Brown         |       |     |
| D               | 5  | Rio Ferdinand     |       |     |
| D               | 15 | Nemanja Vidić     |       |     |
| D               | 27 | Mikaël Silvestre  |       | 67’ |
| C               | 7  | Cristiano Ronaldo |       |     |
| C               | 22 | John O'Shea       |       |     |
| C               | 16 | Michael Carrick   |       |     |
| C               | 3  | Patrice Evra      |       |     |
| A               | 11 | Ryan Giggs (c)    |       | 81’ |
| A               | 10 | Wayne Rooney      | 45+2’ |     |
| A disposizione: |    |                   |       |     |
| P               | 29 | Tomasz Kuszczak   |       |     |
| D               | 19 | Gerard Piqué      |       |     |
| C               | 26 | Phil Bardsley     |       |     |
| C               | 17 | Nani              |       | 67’ |
| C               | 24 | Darren Fletcher   |       | 81’ |
| C               | 30 | Lee Martin        |       |     |
| C               | 33 | Chris Eagles      |       |     |
| Allenatore:     |    |                   |       |     |
| Alex Ferguson   |    |                   |       |     |